# تشارلز وانغ
تشارلز وانغ (بالإنجليزية: Charles Wang)‏ هو رائد أعمال وشخصية أعمال أمريكي، ولد في 19 أغسطس 1944 في شانغهاي في الصين، وتوفي في 21 أكتوبر 2018 في أويستر باي في الولايات المتحدة بسبب سرطان الرئة.

## وصلات خارجية
- تشارلز وانغ على موقع إن إن دي بي (الإنجليزية)